# Paradesmosoma orientale
Paradesmosoma orientale is een pissebed uit de familie Desmosomatidae. De wetenschappelijke naam van de soort is voor het eerst geldig gepubliceerd in 1965 door Oleg Grigor'evich Kussakin.